# Borotín (Morávia do Sul)
Borotín é uma comuna checa localizada na região de Morávia do Sul, distrito de Blansko.